# Muška na cíl

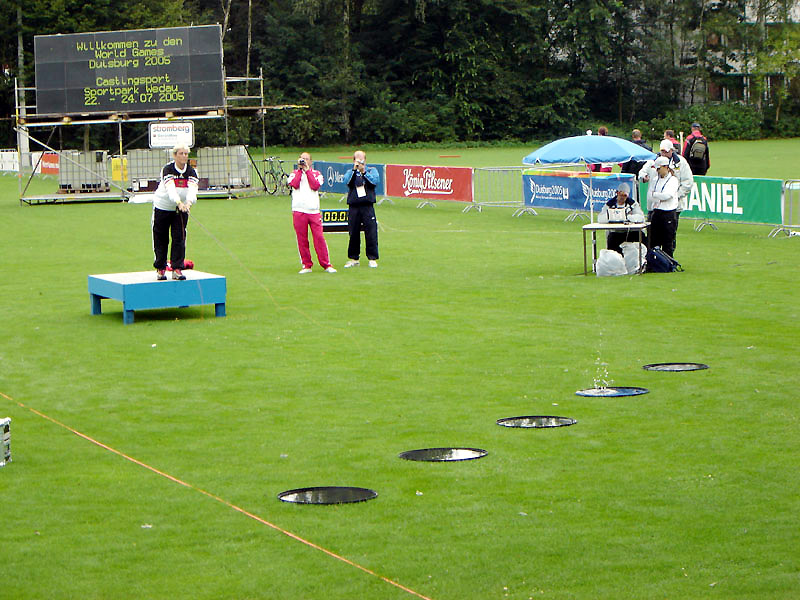
Jana Maisel (Německo), Muška na cíl – Rybolovná technika na Světových hrách 2005 v Duisburgu

Muška na cíl (anglicky: Fly Accuracy; německy: Fliege Ziel) je první disciplína (D1) rybolovné techniky. Na závodech se rybář z vyvýšeného pódia snaží muškou zasáhnout v určeném pořadí pět terčů naplněných vodou.

## Terče a bodování
Pět terčů o průměru 60 cm je položeno na trávě v různých vzdálenostech od závodníka. Ten dostává za každý zásah 5 bodů, maximální počet je 100. Body z této disciplíny se počítají do hodnocení pětibojů, sedmibojů a družstev, u mužů i do devítibojů.

## Rybářský prut
- maximální délka prutu: 3 m
- šňůra: minimálně 13,5 m
- nástavec: minimálně 1,8 m

## Mezinárodní závody
Jako neolympijský sport byla rybolovná technika několik let na Světových hrách, v tomto sportu zde čeští reprezentanti získali nejvíce medailí, např. zlaté v této disciplíně Patrik Lexa (2005) a Hana Tupá (1997).
Mezi české mistry světa v rybolovné technice v této disciplíně patří např. Kateřina Marková.